# Mutt (film)
Mutt è un film del 2023 scritto, diretto e prodotto da Vuk Lungulov-Klotz al suo esordio alla regia.

## Trama
Feña è un uomo trans che ha perso i contatti con molte persone del suo passato dopo la transizione di genere. In un singolo giorno, incontra il padre, l'ex-fidanzato e la sorellastra, che non vedeva da prima della transizione.

## Produzione
Le riprese principali si sono svolte nell'autunno 2022, sei anni dopo che Vuk Lungulov-Klotz aveva scritto la sceneggiatura.

## Promozione
Il primo trailer del film è stato pubblicato il 18 luglio 2023.

## Distribuzione
Il film è stato presentato in anteprima mondiale il 23 gennaio 2023 in occasione del Sundance Film Festival. Successivamente è stato presentato anche al Festival di Berlino 2023, prima di essere distribuito nelle sale statunitensi il 18 agosto dello stesso anno.

## Accoglienza
L'aggregatore di recensioni Rotten Tomatoes riporta l'88% di recensioni positive, con un punteggio medio di 7,30 su 10 basato sul parere di 43 critici.